# Frank Southall
William Frank Southall (2 de julio de 1904-5 de abril de 1964) fue un deportista británico que compitió en ciclismo en las modalidades de ruta y pista. Fue hermano del también ciclista George Southall.
Participó en dos Juegos Olímpicos de Verano en los años 1928 y 1932, obteniendo tres medallas, dos platas en Ámsterdam 1928 (ruta) y bronce en Los Ángeles 1932 (pista).

## Medallero internacional
| Juegos Olímpicos | Juegos Olímpicos         | Juegos Olímpicos | Juegos Olímpicos         |
| Año              | Lugar                    | Medalla          | Competición              |
| ---------------- | ------------------------ | ---------------- | ------------------------ |
| 1928             | Ámsterdam (Países Bajos) | Medalla de plata | Contrarreloj individual  |
| 1928             | Ámsterdam (Países Bajos) | Medalla de plata | Contrarreloj por equipos |

| Juegos Olímpicos | Juegos Olímpicos             | Juegos Olímpicos  | Juegos Olímpicos        |
| Año              | Lugar                        | Medalla           | Competición             |
| ---------------- | ---------------------------- | ----------------- | ----------------------- |
| 1932             | Los Ángeles (Estados Unidos) | Medalla de bronce | Persecución por equipos |